# Не все дома
«Не все дома» — концептуальный альбом российского рэп-рок-музыканта Noize MC, выпущенный 14 марта 2025 года. Включает в себя 16 песен, из которых 7 выпущены впервые. Также в альбом входят песни, выпущенные ранее в формате синглов. Помимо этого в альбом включен ремикс песни «Кооператив „Лебединое озеро“», и лайв-версия песни «Светлая полоса».

## История создания
Запись альбома происходила во время эмиграции Noize MC из России, после вторжения России на Украину. Многие песни из альбома были выпущены до этого в формате синглов, среди них: «Кооператив „Лебединое озеро“», «Светлая полоса», «Open Air», «Страна дождей». Также в альбом были добавлены песни из его совместного проекта Voice of peace, в рамках которого он вместе с Монеточкой и Витей Исаевым записали песни «Криокамеры» и «Никто не пострадал».
«Обломки чувств» является кавером на песню Тани Терёшиной, который написал сам же Noize MC для неё на заказ в 2007 году.
Песня «Open Air» была написана Noize MC после просмотра видео друга из Ирпеня, в котором показаны кадры разрушенных домов после выхода российских войск из города в 2022 году. Трек вдохновлён воспоминаниями о фестивале MRPL City.
Песня «Атлантида» изначально планировалась как совместная с исполнительницей Земфирой. Она направила Ивану инструментал, созданный совместно с Дмитрием Емельяновым, с просьбой написать ностальгический текст о Москве. Однако Иван изменил тематику куплетов, а Земфира не смогла записать припевную часть. В итоге песня стала сольной.
Изначально песня «Светлая полоса» создавалась в сотрудничестве с поэтессой Верой Полозковой, написавшей второй куплет. Однако за это время Иван Алексеев сочинил свой вариант, и часть её куплета была использована в третьем куплете песни «Не все дома».

## Об альбоме
Альбом представляет собой «одиссею», а также посвящён поиску своего места «в мире, сошедшем с ума».

Двоякое по смыслу название переплетает психологию и географию, призывая слушателя постоянно перестраивать оптику по мере разворачивающейся перед ним одиссеи: здесь путешествие в пространстве сменяется то перемещением во времени, то телепортацией в фантастические миры, населённые жуткими существами, в чьих повадках вдруг обнаруживаются узнаваемые черты — и вот мы снова оказываемся в знакомых местах. А потом продолжаем путешествие.

Альбом «Не все дома» продолжает предыдущий альбом «Выход в город».

…вот ты вышел из условного «дома» в условный «город», а там — сущая катастрофа. Но это всё равно освобождающее действие, всё равно выход…

## Реакция
Альбом «Не все дома» вошёл в чарты более 35 стран на Apple music, заняв в российском списке 1 место.
После выхода альбома энтузиасты из разных городов стали повторять граффити с обложки альбома. Подобные граффити успели появиться в Москве на улице Маросейка 8, а также в Екатеринбурге у Дворца Молодёжи.

### Цензура
27 марта 2025 года на российских музыкальных стримингах стали недоступны для прослушивания некоторые треки из альбома, в число которых попали: «Не все дома», «Криокамеры», «Страна дождей», «Кооператив „Лебединое озеро“». При попытке прослушивания пишется, что данные треки стали недоступны по требованию Роскомнадзора.
В конце апреля прокуратура Санкт-Петербурга подала в Приморский районный суд города административный иск о запрете композиции «Кооператив „Лебединое озеро“». Песню отправляли на исследование в Государственный педагогический университет имени Герцена, специалисты обнаружили в треке «формирование негативного отношения к представителям власти, в частности, к президенту России и его сторонникам». Также в песне нашли призывы к изменению конституционного строя России.

## Список композиций
Все тексты написаны Noize MC, первое четверостишье третего куплета «Не все дома» было написано поэтессой Верой Ползковой.
| №   | Название                             | Автор(ы)                        | Длительность |
| --- | ------------------------------------ | ------------------------------- | ------------ |
| 1.  | «Не все дома»                        | Noize MC                        | 4:26         |
| 2.  | «Атлантида»                          | Noize MC, Дмитрий Емельянов     | 4:41         |
| 3.  | «Криокамеры»                         | Noize MC, Монеточка, Витя Исаев | 3:36         |
| 4.  | «Страна дождей»                      | Noize MC                        | 2:20         |
| 5.  | «Причины для радости»                | Noize MC                        | 3:15         |
| 6.  | «Зубная фея»                         | Noize MC                        | 3:46         |
| 7.  | «Молчанка»                           | Noize MC                        | 4:40         |
| 8.  | «Соловьи»                            | Noize MC                        | 3:20         |
| 9.  | «Самка богомола»                     | Noize MC                        | 4:20         |
| 10. | «Кооператив «Лебединое озеро»»       | Noize MC, Пётр Ильич Чайковский | 3:10         |
| 11. | «Open Air»                           | Noize MC                        | 4:10         |
| 12. | «Никто не пострадал»                 | Noize MC, Монеточка, Витя Исаев | 2:32         |
| 13. | «Светлая полоса»                     | Noize MC                        | 3:51         |
| 14. | «Обломки чувств»                     | Noize MC, Монеточка             | 3:30         |
| 15. | «Светлая полоса (One-Man Band Live)» | Noize MC                        | 5:27         |
| 16. | «Кооператив «Лебединое озеро» remix» | Noize MC, ProtoCaryotes         | 4:02         |